# Xal (roba)

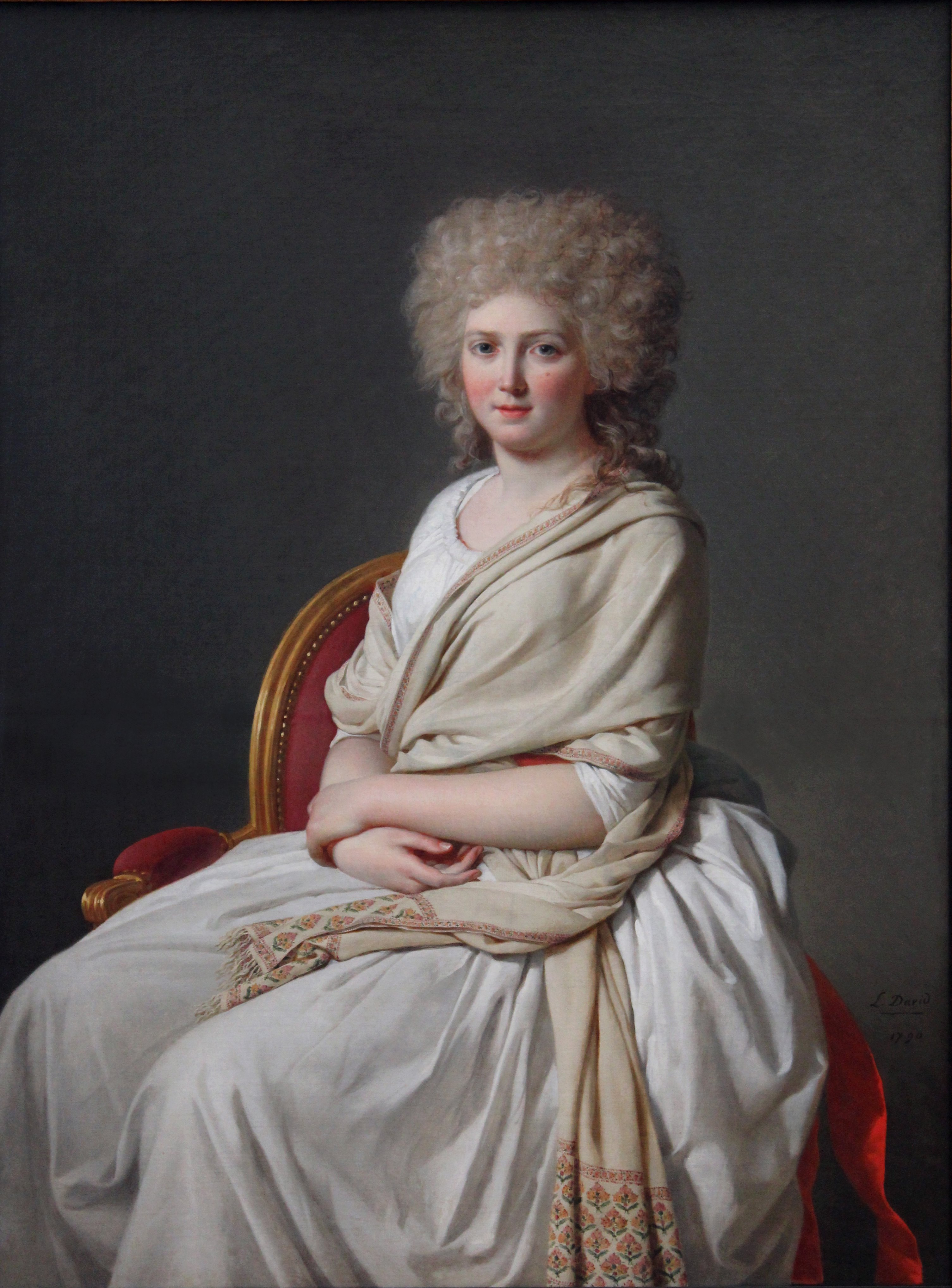
Dona amb vestit blanc i un xal

Un xal és una peça de llana, de seda o altres teixits, i de forma rectangular que, posada a les espatlles, serveix d'abric o d'ornament, tradicionalment a les dones.
El xal és una peça de roba rectangular que pot servir per a cobrir les espatlles i l'escot a una dona, sobre un vestit. Pot tenir un serrell als costats més curts. Serveix per a protegir del fred i del vent, per a tapar-se, per exemple en entrar a una església o (les vedets dels music-halls, al franquisme) quan entrava la policia, o també com a adorn. Per exemple, és un complement molt habitual als vestits de gala. Els més rics poden ser de seda, i estar brodats o estar fets de puntes, mentre que els d'ús més domèstic pot ser de cotó, de llana o de fibres sintètiques, i es pot usar com una mena de bufanda.
A Europa el xal de Caixmir, ricament decorat i fabricat amb teixit de caixmir, va ser introduït al segle xviii, quan els soldats anglesos i francesos els van portar de l'Índia. Al segle xix es van fer molt populars els xals de caixmir amb uns motius molt característics, que poden recordar paramecis en forma de llàgrima. Actualment els xals de caixmir, d'altres llanes i fins i tot altres teixits encara es porten, llisos o amb diferents estampats, ratlles o quadres.

## Etimologia
El mot en català xal prové del francès châle, i aquest, del persa shãl, que significa mantell de llana i pell de cabra.